# ББЧЮ
Биг Бэнг Чула Юнайтед (ББЧЮ) — бывший тайский профессиональный футбольный клуб, базировавшийся в Бангкоке, Таиланд, принадлежавший Монтри Суванной. Клуб был основан в 1976 году под названием «Бангтой», несколько раз менял своё название, пока, наконец, в 2011 году не стал ББЧЮ.

## История
Клуб начал свою историю как футбольная команда, основанная при Университете Чулалонгкорн в Бангкоке, Таиланд. С 1934 года она играла в традиционном футбольном матче Чула-Таммасат (против Университета Таммасат).
ББЧЮ был одним из самых успешных тайских футбольных клубов конца 1990-х годов (выступал под названием «Синтана»). Клуб выиграл чемпионат, два Кубка Короля и один кубок Таиланда по футболу. Более того, в ходе выступлений в низших лигах клуб также выиграл четвёртый дивизион.
В 2004 году «Чулалонгкорн» был объединён с «Синтаной» («Чула-Синтана») и в 2005 году играл в Дивизионе 2, пока в 2008 году клуб не вышел в тайскую Премьер-лигу.
В августе 2008 года клуб снова изменил название с «Чула-Синтана» на «Чула Юнайтед». Директором клуба был Касити Камаланавин.
Возвращение «Чулы» в 2008 году в Премьер-лигу Таиланда завершилось тем, что клуб занял восьмую позицию. Однако он не смог закрепиться в элите и вылетел из тайской Премьер-лиги в 2009 году.
Несмотря на то, что нападающие «Чулы» стали одними из лучших бомбардиров дивизиона 1 2010 года, клуб не смог повыситься с первой попытки и занял лишь десятое место. Нападающий «Чулы» Чаинаронг Татонг возглавил рейтинг бомбардиров с 19 мячами, а его партнёр Арон да Силва забил 15 раз, став третьим лучшим бомбардиром в лиге.
В январе 2011 года клуб сменил своё название на ББЧЮ и переехал на новый Тайский армейский спортивный стадион на улице Вибхавади Рангсит. Клуб хорошо начал сезон и завоевал повышение, хотя в последние недели сезона результаты ухудшились.
Выступление клуба в премьер-лиге Таиланда 2012 года закончилось тем, что команда вылетела после одного сезона. Домашние игры проводились на 65-тысячном стадионе «Раджамангала» со средней посещаемостью всего 939 человек.
В апреле 2017 года клуб был расформирован, в качестве причины был назван недостаток финансирования. Команда автоматически дисквалифицирована на два года. Если команду восстановят, она будет играть в четвёртом дивизионе.